# نیروهای مسلح مکزیک

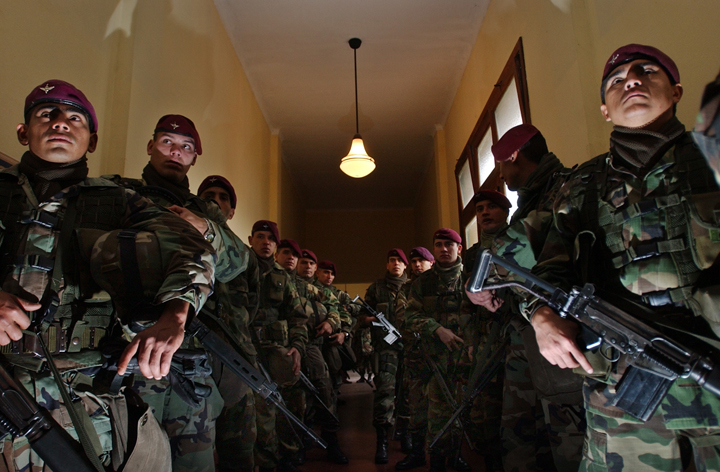
نیروهای ویژه ارتش مکزیک.

نیروهای مسلح مکزیک (به اسپانیایی: Fuerzas Armadas de México) از سه شاخه اصلی به نام‌های نیروی زمینی مکزیک، نیروی هوایی مکزیک و نیروی دریایی مکزیک تشکیل شده‌است. بر اساس قانون اساسی مکزیک، رئیس‌جمهور فرمانده کل نیروهای مسلح مکزیک است.
از سال ۲۰۰۶ میلادی، نیروهای مسلح مکزیک به درخواست رئیس‌جمهور فیلیپه کالدرون درگیر جنگی تمام عیار با کارتل‌های جرایم سازمان‌یافته شده‌اند
بر اساس اطلاعات عنوان شده از سوی سازمان اطلاعات مرکزی آمریکا (سیا) و کنگره آمریکا، مکزیک که جمعیت آن ۱۱۳ میلیون و ۷۲۴ هزار نفر است، هم‌اکنون دارای ۲۵۹ هزار پرسنل فعال نظامی است و تعداد نیروهای ذخیره فعال این کشور ۳۰۰ هزار نفر است.
نیروی زمینی مکزیک دارای ۰ دستگاه تانک، ۱۰۱۶ دستگاه نفربر، ۴۵۰ عراده توپ کششی، ۴ عراده توپ خودکششی، ۳۰ سامانه موشک انداز، ۲۱۶۶ خمپاره انداز، ۶۰۰ سامانه ضد تانک، ۱۰۰ سامانه پدافند هوایی و ۱۶۸۴۹ وسیله نقلیه لجستیکی است.
نیروی هوایی مکزیک نیز دارای ۴۳۱ فروند جنگنده و هواپیما، ۱۶۳ فروند هلیکوپتر و ۱۸۱۹ فرودگاه عملیاتی است.
نیروی دریایی مکزیک نیز دارای ۱۸۹ فروند کشتی، ۶ بندر، ۲ ناوشکن، ۶ ناوچه ،۱۲۵ قایق گشتی و سه قایق خشکی و آبی است. نیروی دریایی مکزیک دارای ناو هواپیمابر نیست
بودجه نظامی مکزیک در سال ۲۰۱۱، ۶٫۳ میلیارد دلار بوده‌است. بودجه سالیانه ارتش ۲۵ میلیارد دلار است که این مقدار ۱٫۶٪ تولید ناخالص ملی اش است. کشور مکزیک دارای مساحت ۱میلیون ۹۴۶ هزار متر مربع و ۹۳۳۰ کیلومتر خط ساحلی است. مکزیک دارای ۴۳۵۳ کیلومتر مرز مشترک خشکی است.